# والگامپایا
والگامپایا (به لاتین: Walgampaya) یک منطقهٔ مسکونی در سری‌لانکا است که در استان مرکزی (سری‌لانکا) واقع شده‌است.